# 23형 호위함

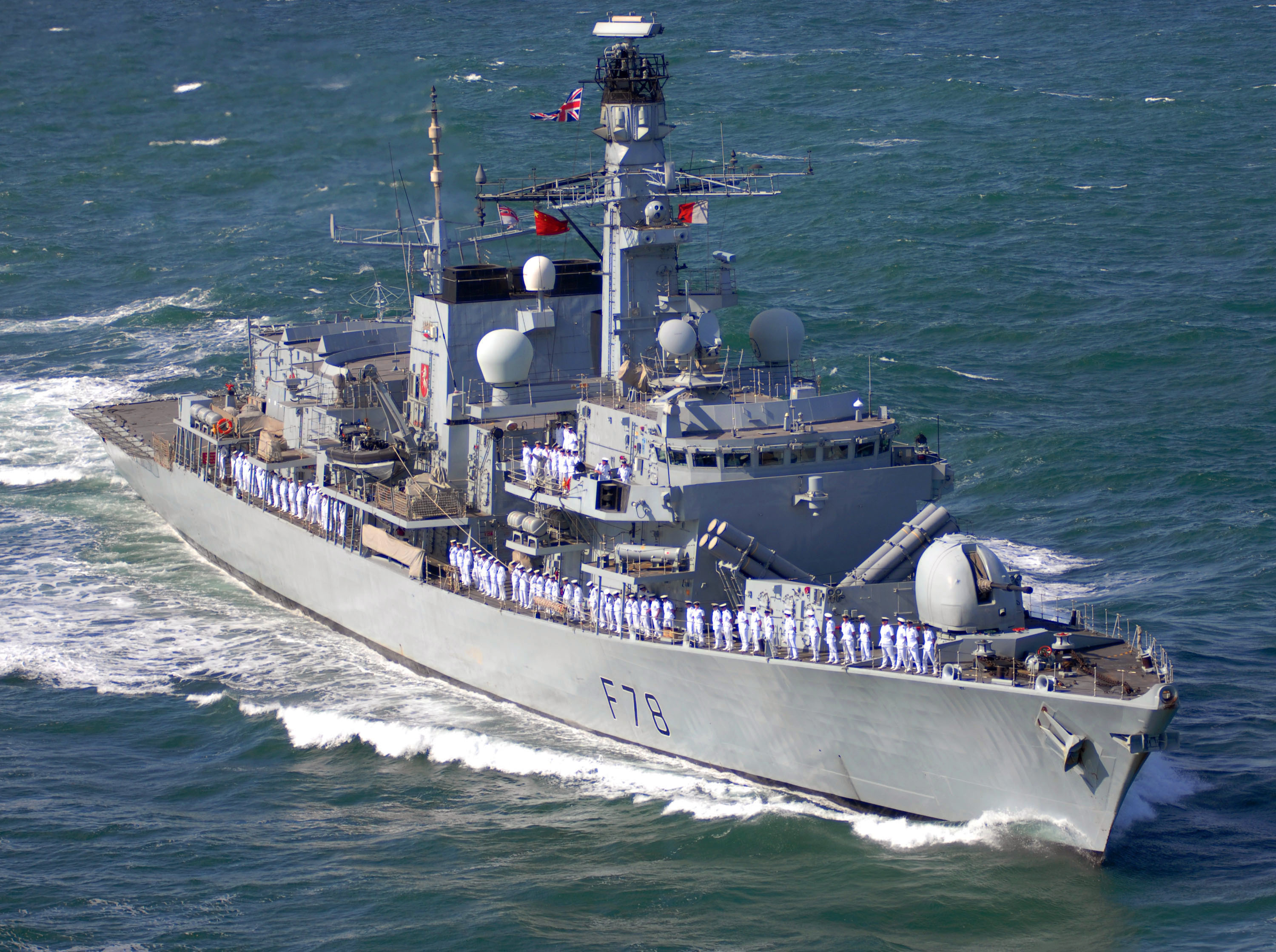
HMS 켄트 호위함

23형 호위함은 영국 해군의 호위함급이다. 1985년 1번함 기공식을 시작으로, 2021년에도 영국 함대의 주력 호위함이다. 모두 16척을 건조해 실전배치했다. 듀크급 호위함이라고도 부른다.

## 역사
영국 함대는 45형 구축함이 대공 방어 임무를 맡고, 23형 호위함이 대잠전 임무를 맡는다. 80년대에는 22형 호위함을 사용했다.

## 대한민국
2021년, 영국은 영국 항모타격단 21을 한국, 일본에 전개했다. 함대에는 2척의 23형 호위함이 대잠전 임무를 수행한다. 즉, 한국의 유사시에 영국이 2척의 23형 호위함을 동해에 파병한다.